# Pocatello (Idaho)
Pocatello város az Amerikai Egyesült Államok Idaho államában, Bannock megyében, melynek megyeszékhelye is. Egy része átnyúlik Power megyébe is. Lakosainak száma 56 320 fő (2020. április 1.).

## Népesség
A település népességének változása:

| 2010 | 54 255 |
| 2020 | 56 320 |